# Dengzhou
Dengzhou (邓州市,  Dèngzhōu Shì) ist eine kreisfreie Stadt in der chinesischen Provinz Henan. Sie gehört zum Verwaltungsgebiet der bezirksfreien Stadt Nanyang. Dengzhou hat eine Fläche von 2.370 km² und zählt 1.348.500 Einwohner (Stand: Ende 2018).
Die Baligang-Stätte (Baligang yizhi 八里岗遗址) aus dem späten Neolithikum und die Pagode des Fusheng-Tempels (Fusheng si ta 福胜寺塔) stehen seit 2001 bzw. 2006 auf der Liste der Denkmäler der Volksrepublik China.

## Ethnische Gliederung der Bevölkerung Dengzhous (2000)
Beim Zensus im Jahr 2000 wurden in Dengzhou 1.290.656 Einwohner gezählt.
| Name des Volkes | Einwohner | Anteil  |
| --------------- | --------- | ------- |
| Han             | 1.267.062 | 98,17 % |
| Hui             | 20.569    | 1,59 %  |
| Mongolen        | 1421      | 0,11 %  |
| Gaoshan         | 830       | 0,06 %  |
| Yi              | 189       | 0,01 %  |
| Manju           | 148       | 0,01 %  |
| Sonstige        | 437       | 0,03 %  |